# Olympische Sommerspiele 1956/Kanu – Zweier-Kajak 10.000 m (Männer)
Bei den Olympischen Spielen 1956 wurde am 30. November auf dem Lake Wendouree in der australischen Stadt Ballarat der Zweier-Kajak-Wettbewerb über 10.000 m für Männer ausgetragen.
Insgesamt nahmen zwölf Zweier-Teams aus zwölf Nationen teil. Die Ungarn János Urányi und László Fábián gewannen das Rennen vor den Deutschen Fritz Briel und Theo Kleine sowie den Australiern Dennis Green und Walter Brown.

## Finale
| Rang | Namen                                | Nation             | Zeit        |
| ---- | ------------------------------------ | ------------------ | ----------- |
| 1    | János Urányi László Fábián           | Ungarn             | 43:37,0 min |
| 2    | Fritz Briel Theo Kleine              | Deutschland        | 43:40,6 min |
| 3    | Dennis Green Walter Brown            | Australien         | 43:43,2 min |
| 4    | Hans Wetterström Carl Sundin         | Schweden           | 44:06,7 min |
| 5    | Emil Jatsynenko Stanko Klinow        | Sowjetunion        | 45:49,3 min |
| 6    | Mirislav Jemelka Rudolf Klabouch     | Tschechoslowakei   | 46:13,1 min |
| 7    | Yrjö Hietanen Simo Kuismanen         | Finnland           | 46:40,4 min |
| 8    | Brian Bullivant Raymond Blick        | Großbritannien     | 47:03,7 min |
| 9    | Maurice Graffen Michel Meyer         | Frankreich         | 47:12,8 min |
| 10   | Jerzy Górski Stefan Kapłaniak        | Polen              | 47:21,5 min |
| 11   | Alfred Schmidtberger Hermann Salzner | Österreich         | 49:03,7 min |
| 12   | Edward Houston Kenneth Wilson        | Vereinigte Staaten | 51:25,8 min |